# Kurdistans Frihedsparti
 Der er for få eller ingen kildehenvisninger i denne artikel, hvilket er et problem. Du kan hjælpe ved at angive troværdige kilder til de påstande, som fremføres i artiklen.

Kurdistans Frihedsparti (kurdisk: پارتی ئازادیی کوردستان) er et politisk parti, som blev etableret i 1991 i den irakiske del af Kurdistan.
Partiet blev etableret under ledelse af Saied Yazdanpanah sammen med en gruppe kurdiske peshmergaer.
På den første partikongres skiftede partiet navn fra Kurdistans Revolutionære Union til Kurdistans Frihedsparti. Partiet kæmper nu for at grundlægge et selvstændigt Kurdistan, og dets aktiviteter foregår i den kurdiske del af Iran. Det kan være aktiviteter som at hejse det kurdiske flag i det kurdiske område, Kurdistan – Iran, selvom det iranske præstestyre har forbudt at hejse det kurdiske flag i Iran.